# Appenzell Innerrhoden
Appenzell Innerrhoden (francouzsky Appenzell Rhodes-Intérieures, italsky Appenzello Interno, rétorománsky Appenzell Dadens)  je kanton na severovýchodě Švýcarska vzniklý rozdělením původně jednotného kantonu Appenzell na katolický polokanton Innerrhoden a protestantský polokanton Ausserrhoden. Od roku 1999 je postavení někdejších polokantonů stejné jako postavení kantonů, mají však jen po jednom hlasu ve Státní radě. Hlavním městem kantonu je Appenzell. Je obklopen kantony Appenzell Ausserrhoden a St. Gallen. Kanton patří do oblasti severovýchodního Švýcarska a většího regionu východního Švýcarska.
Podle rozlohy je druhým nejmenším kantonem Švýcarska (po Basileji-město), počtem obyvatel přibližně 16 000 je pak ze všech 26 švýcarských kantonů vůbec nejmenší.

## Geografie

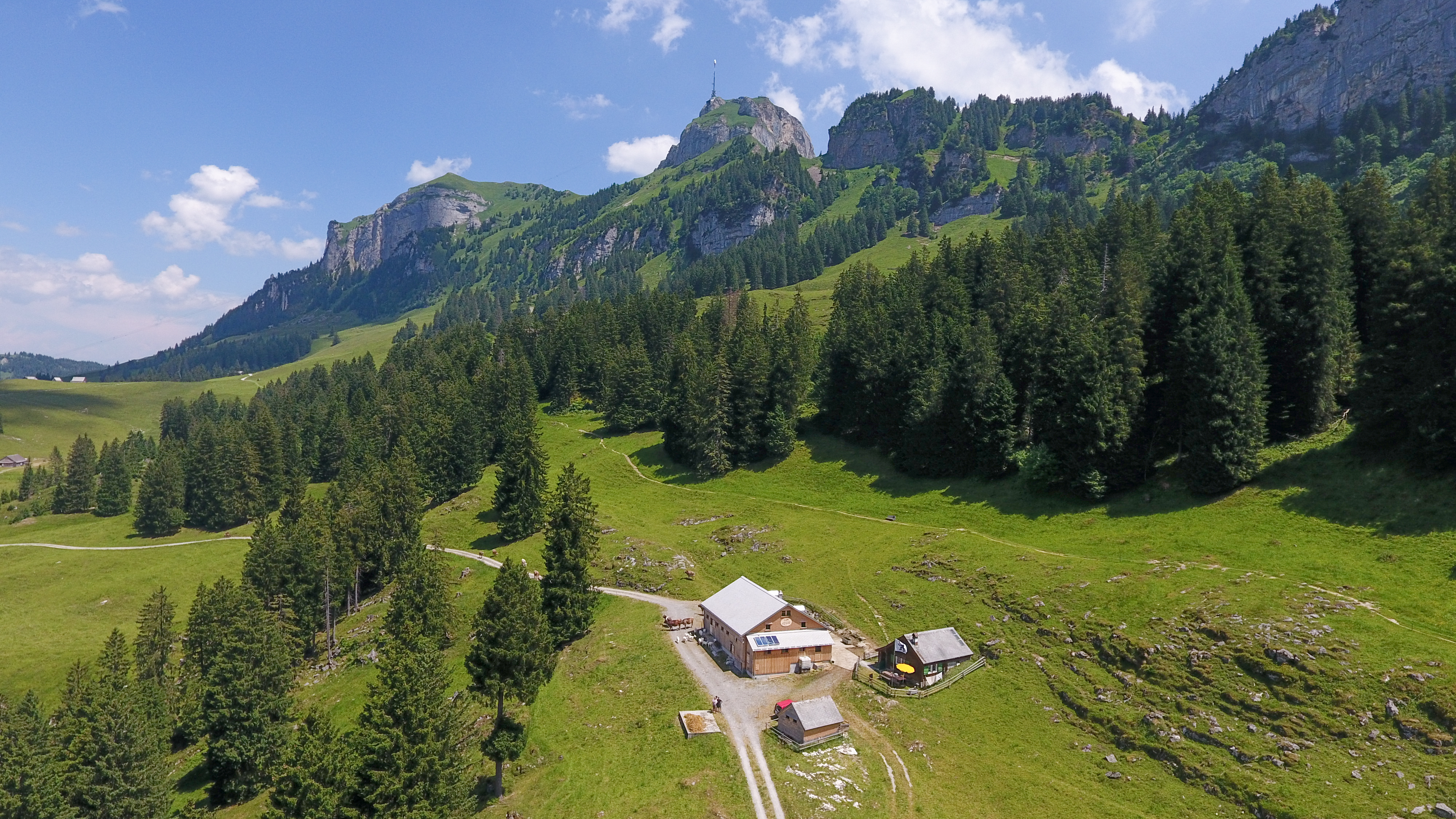
Hornatá krajina Innerrhodenu

Kanton Appenzell Innerrhoden leží na severovýchodě Švýcarska. Appenzell Innerrhoden je se svou rozlohou necelých 173 km² druhým nejmenším kantonem po Basileji-město. Podle počtu obyvatel je vůbec nejmenším.
V kantonu je 56,0 % celkové plochy využíváno jako zemědělská půda. V roce 2020 ekologicky hospodařilo na 6,3 % zemědělské půdy 27 zemědělských podniků. Kanton Appenzell Innerrhoden sousedí s kantony Appenzell Ausserrhoden a St. Gallen.
Nejvyšší horou je Säntis (2502 m n. m.) v pohoří Alpsteinu, kde se stýkají hranice tří kantonů Appenzell Innerrhoden, Appenzell Ausserrhoden a St. Gallen. Vzhledem k rozdělení kantonu na tři oblasti existuje šest takových hraničních bodů. Säntis je nejjižnější a nejzápadnější z nich.
Okres (obec) Oberegg je exklávou, oddělenou od hlavní části kantonu územím kantonu Appenzell Ausserrhoden. 

## Historie

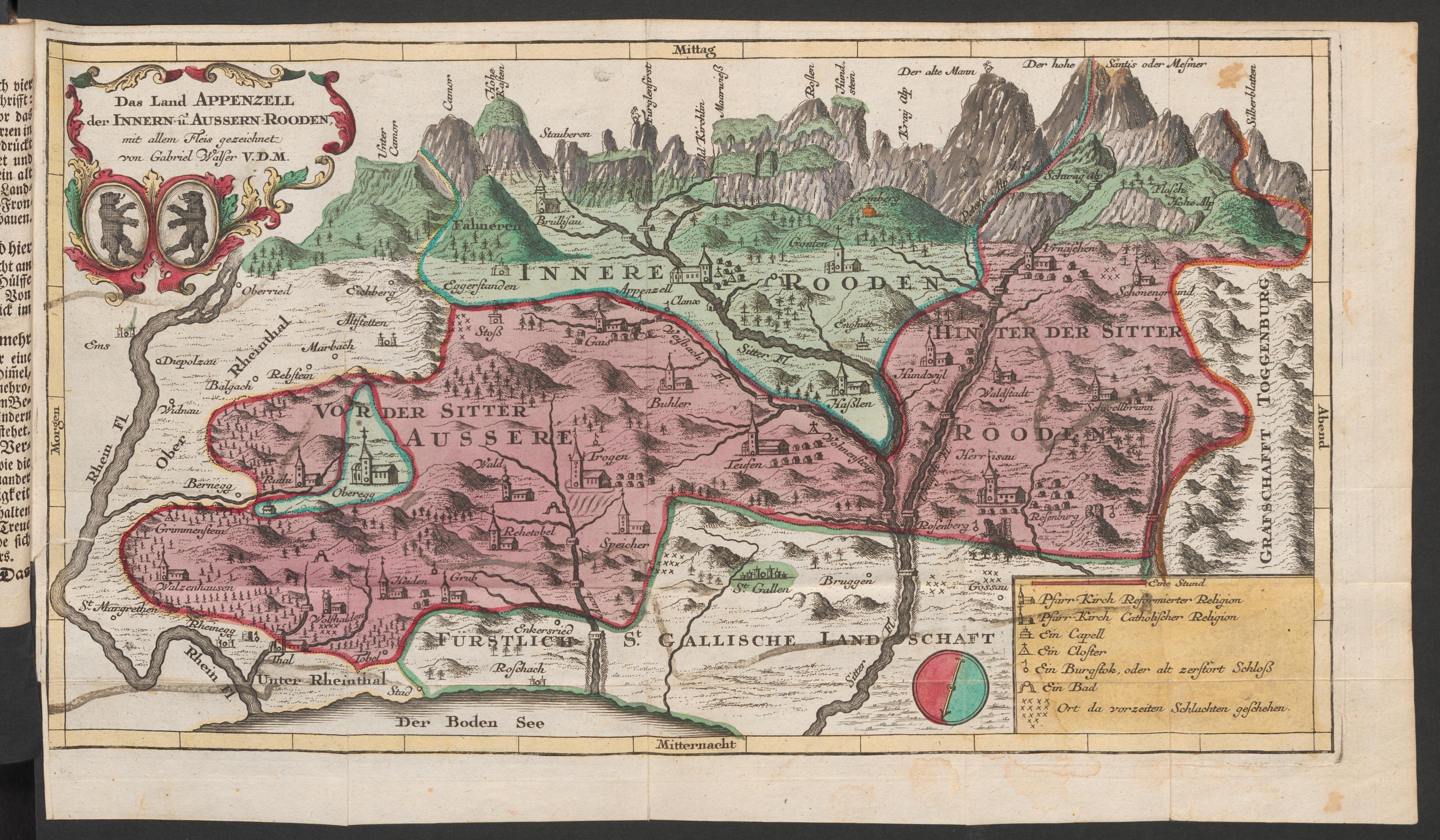
Historické vyobrazení polokantonů Innerrhoden a Ausserrhoden (1740)

Kanton Appenzell Innerrhoden, který byl od roku 1513 stejně jako Ausserrhoden členem Švýcarské konfederace, tvořil před protireformací spolu s kantonem Appenzell Ausserrhoden kanton Appenzell. V roce 1597 se Appenzell pokojně rozdělil na dva polokantony, reformovaný Appenzell Ausserrhoden a Appenzell Innerrhoden, který zůstal katolický. Dnes je každý z nich zastoupen ve Švýcarské spolkové radě pouze jedním křeslem namísto dvou. Jinak jsou nyní polokantony samostatnými kantony a suverénními právními jednotkami, stejně jako ostatní kantony ve Švýcarsku. Důvody velmi komplikovaného vedení hranic, které přetrvává dosud (včetně exklávy Oberegg), souvisí s rozdělením na dva polokantony v 16. století, protože podle náboženské příslušnosti jednotlivých zemědělců se muselo rozhodnout, ke kterému polokantonu (tzv. Rhodu) bude jejich hospodářství patřit. Lidé z Obereggu, kteří se drželi staré víry, byli přiřazeni k Innerrhodenu, ačkoli byli obklopeni protestanty.
Poté, co byl kanton Appenzell ve středověku polodemokratický, se od 16. století, stejně jako v ostatních kantonech Innerrhodenu, viditelně vytvořila elitářská vyšší třída, která kanton ovládala autokraticky; politice dominovaly jednotlivé rodiny. Teprve v helvétském období (dočasně a pod cizí nadvládou Francie) a poté v 19. století se opět rozvinuly demokratičtější poměry.
Appenzell Innerrhoden byl posledním švýcarským kantonem, který musel po rozhodnutí Spolkového soudu ze dne 27. listopadu 1990 zavést na kantonální úrovni volební právo žen proti vůli (mužských) voličů, které bylo na federální úrovni přijato v roce 1971. Ještě v dubnu 1990 hlasoval kantonální zemský sněm (tzv. Landsgemeinde) proti zavedení volebního práva pro ženy.

## Obyvatelstvo
Obyvatelé kantonu se nazývají Innerrhoder nebo v místním nářečí Innerrhöd(e)ler. Jsou považováni za konzervativní a jsou římskými katolíky. Při referendech se v jeho hlavním městě Appenzell, dodnes hlasuje zvednutím ruky na náměstí. K 31. prosinci 2021 žilo v kantonu Appenzell Innerrhoden 16 214 obyvatel, což z něj činí nejmenší švýcarský kanton podle počtu obyvatel. Hustota zalidnění přibližně 95 obyvatel na km² je také hluboko pod švýcarským průměrem (212 obyvatel na km²).
Podíl cizinců (registrovaných obyvatel bez švýcarského občanství) činil k 31. prosinci 2019 11,3 %, zatímco v celé zemi bylo registrováno 25,3 % cizinců.
K 30. červnu 2021 činila míra nezaměstnanosti 0,8 %, zatímco na federální úrovni 2,8 %.

### Jazyky
Úředním jazykem je de facto němčina. Mluvené švýcarské německé dialekty patří k vrcholně alemanskému dialektu a v jeho rámci k východošvýcarskému dialektu. Od zbytku východošvýcarského dialektového kontinua se odlišují jednak četnými staršími hláskami a slovy, jednak vlastními inovacemi.
Podle výsledků sčítání lidu v roce 2000 mluví od narození 92,9 % populace německy, 2,5 % srbochorvatsky a 1 % albánsky.

### Náboženství
Kanton Appenzell Innerrhoden je římskokatolický kanton. Jeho území se v rámci dělení země v roce 1597 oddělilo od protestantské reformované části, ze které se později stal dnešní kanton Appenzell Ausserrhoden.
Podle průzkumu Spolkového statistického úřadu BFS z roku 2018 se 87,3 % obyvatel kantonu starších 15 let hlásí ke křesťanství: 74,5 % k římskokatolické církvi, 9,8 % k evangelické reformované církvi a 3,0 % k jiným křesťanským denominacím. Podíl ostatních náboženských vyznání v populaci starší 15 let činí 3,3 %, zatímco 9,4 % se označuje za bez vyznání.

## Politika
Současná ústava kantonu Appenzell Innerrhoden pochází z 24. listopadu 1872 a od té doby byla několikrát novelizována, například na konci 20. století, kdy byla více respektována dělba moci a upravena organizace soudů.

### Legislativa

#### Landsgemeinde

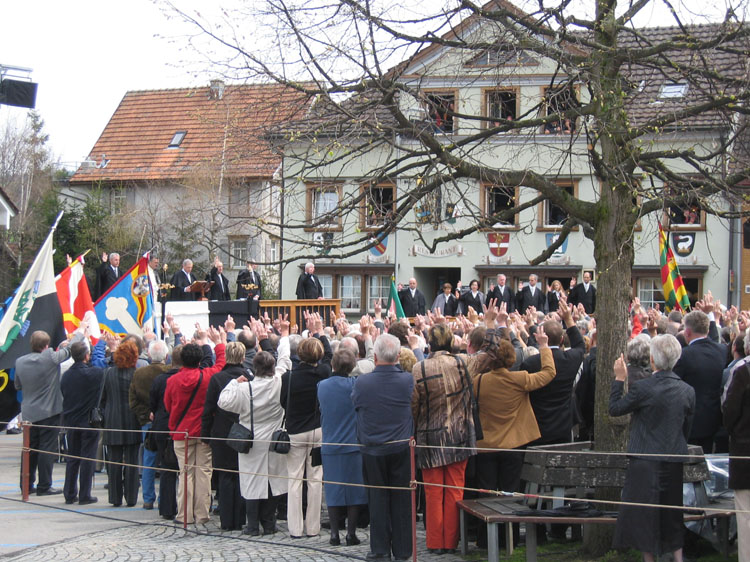
' v Appenzellu

Zemské shromáždění, tzv. Landsgemeinde, které se koná každoročně v Appenzellu, obvykle poslední neděli v dubnu, je shromážděním obyvatel kantonu s právem volit a být volen, a tedy jeho nejvyšším orgánem. Kromě papírového volebního průkazu mohou muži jako důkaz svého volebního práva předložit také tzv. Seitengewehr (příruční zbraň), v dřívějších dobách obvykle pušku, dnes většinou zděděný meč, případně také bajonet nebo šavli. Hlasování probíhá zvednutím ruky.
O každém zákonu se hlasuje na zemském shromáždění (Landsgemeinde).
Finanční usnesení Velké rady podléhají povinnému hlasování prostřednictvím Landsgemeinde, pokud jednorázově dosahují částky alespoň 1 000 000 CHF nebo alespoň 200 000 CHF opakovaně po dobu nejméně pěti let. Finanční rozhodnutí podléhají nepovinnému hlasování Národního shromáždění, pokud jednorázově činí alespoň 250 000 CHF nebo alespoň 50 000 CHF opakovaně po dobu nejméně pěti let (finanční referendum). Platy státních zaměstnanců nejsou předmětem referenda.
Každý obyvatel, který má právo volit a být volen, má právo podat podnět ke změně Ústavy nebo k přijetí, změně či zrušení zákona. Takové podněty musí být předloženy k hlasování také na zemském shromáždění.

#### Velká rada

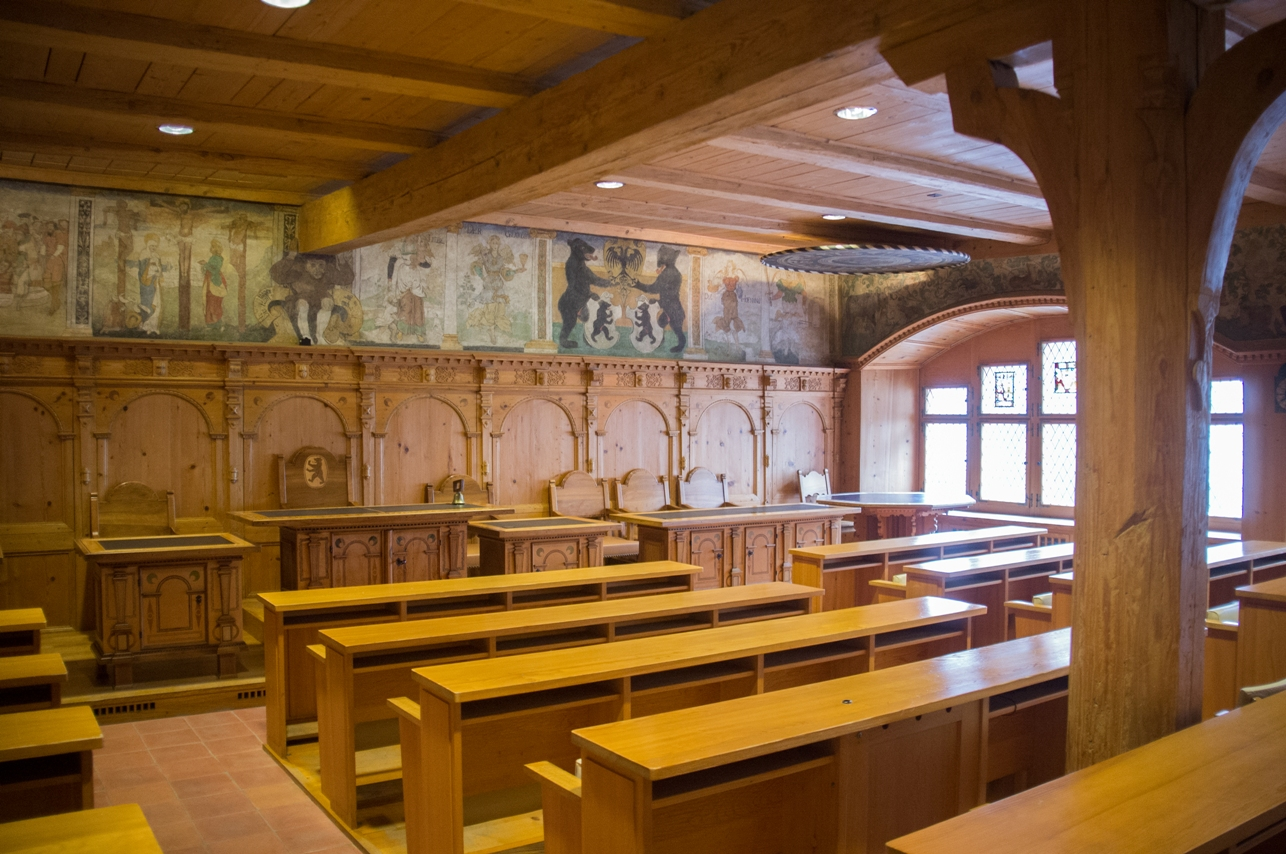
Zasedací sál Velké rady v Appenzellu

Kantonálním parlamentem je Velká rada (Grosser Rat). Jejím nejdůležitějším úkolem je předběžné projednávání ústavních a legislativních návrhů, které jsou určeny k projednání na Landsgemeinde. Vydává také nařízení a předpisy k provádění kantonálních právních předpisů a dohlíží na výkon činnosti všech orgánů. Dále zkoumá a schvaluje roční účetní závěrku, stanovuje rozpočet a sazbu daně a rozhoduje o udělení práv k půdě (občanství). V neposlední řadě má také právo udělit milost.
Jmenování stavovské komise a vedení velkostatku landammannem (předsedou kantonální komise, viz níže) bylo zrušeno v roce 1995.
S novými volbami v roce 2015 vstoupilo v platnost nové nařízení, podle kterého je počet členů Velké rady stanoven na 50. Každý ze šesti okresů (obcí) má právo na nejméně čtyři zástupce. Zbývajících 26 mandátů je rozděleno podle počtu obyvatel. Podle dřívější úpravy volil každý okres jednoho poslance na každých 300 obyvatel z řad voličů žijících na jeho území, přičemž při počtu obyvatel vyšším než 150 měl okres nárok na jednoho poslance. Z tohoto důvodu byl počet členů Velké rady až dosud proměnlivý.
Funkční období Velké rady je čtyřleté. Ve většině okresů se volby konají na otevřených okresních shromážděních, pouze v Obereggu se ale volí do volebních uren.
Rozdělení křesel v jednotlivých okresech (2019): Appenzell 18, Schwende 7, Rüte 11, Schlatt-Haslen 4, Gonten 4, Oberegg 6, celkem: 50. Celkem je ve Velké radě 12 žen a 38 mužů.

### Výkonný orgán – kantonální komise
Kantonální vládou je kantonální komise (Standeskommission), která je každoročně volena zemským sněmem. Má sedm členů, z nichž každý nese tradiční titul a stojí v čele příslušného odboru. Kantonální komise je pouze podmíněně samosprávná: čtyři její členové jsou do svých funkcí voleni přímo voliči, zatímco zbývající tři jsou do svých funkcí jmenováni kantonální komisí. Vládnoucí a stálý landammann (předseda kantonální komise) se střídají ve dvouletém cyklu.
Až do snížení počtu členů kantonální komise z devíti na sedm v roce 1996 v komisi působili také dva další členové: Landeszeugherr, zodpovědný za vojenské záležitosti, a Armleutsäckelmeister, zodpovědný za sociální záležitosti.

### Správní členění

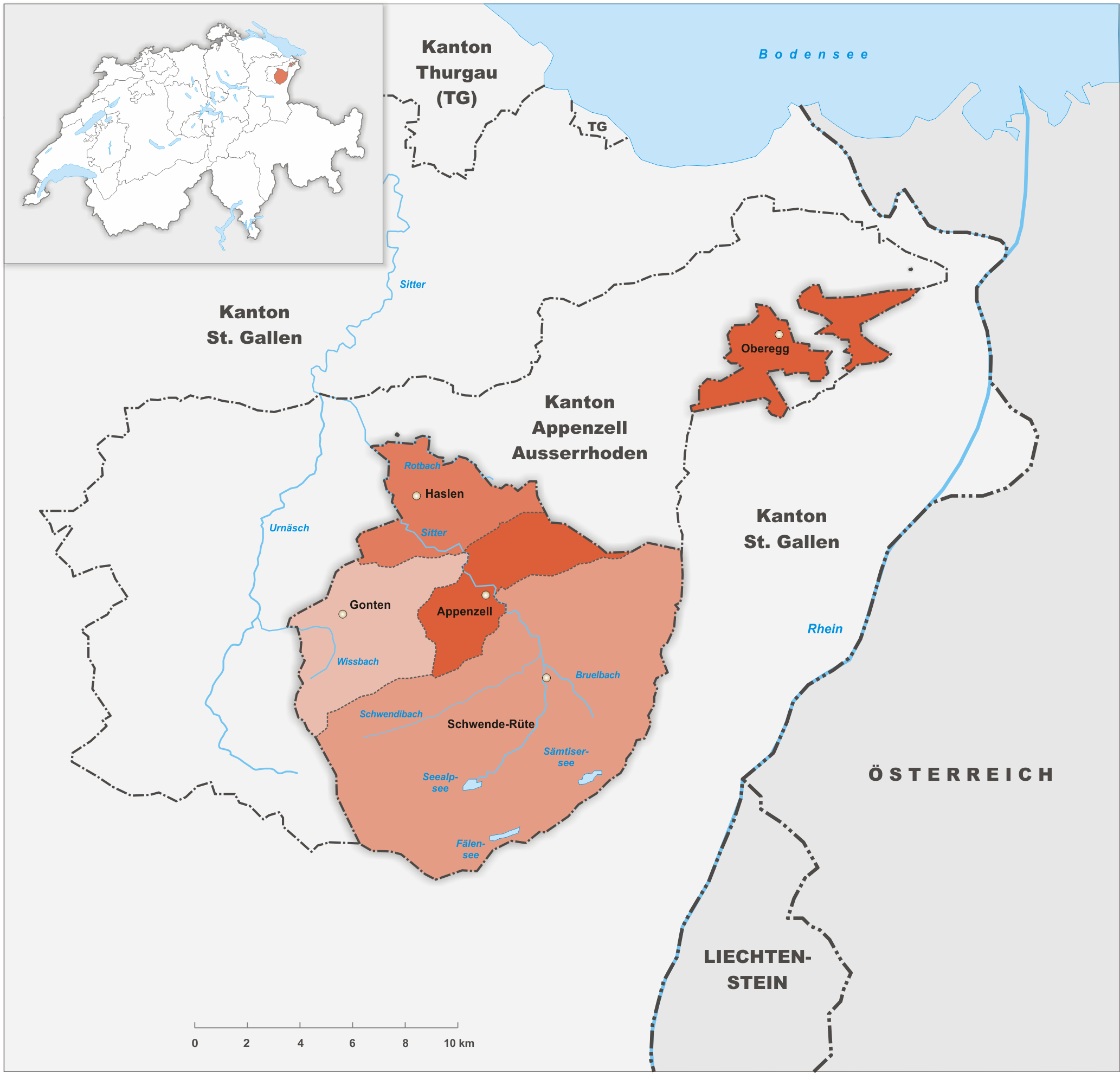
Okresy (obce) kantonu Appenzell Innerrhoden

Místními správními jednotkami v kantonu Appenzell Innerrhoden jsou okresy. Odpovídají však statutu politických obcí v jiných kantonech, a proto jsou ve statistikách často označovány jako obce. Okresy byly vytvořeny v roce 1872 z bývalých tzv. Rhodů (okrsků).
Níže je uvedeno všech pět okresů k 1. květnu 2022:
| Okres (obec)            | Počet obyvatel (k 31.12.2020) | Podíl cizinců (v %) |
| ----------------------- | ----------------------------- | ------------------- |
| Schwende-Rüte           | 6006                          | 7,3 %               |
| Appenzell, hlavní město | 5793                          | 20,2 %              |
| Oberegg                 | 1926                          | 8,6 %               |
| Gonten                  | 1442                          | 4,2 %               |
| Schlatt-Haslen          | 1126                          | 3,5 %               |

### Části
Kanton se dělí na tzv. vnitřní část země (okresy Appenzell, Gonten, Schlatt-Haslen a Schwende-Rüte) a vnější část země (okres Oberegg). Členění je mimo jiné i z geografických důvodů, jelikož Oberegg je exklávou, oddělenou od hlavní části kantonu územím kantonu Appenzell Ausserrhoden. Obě části země tvoří oblast působnosti rozhodčích komisí a okresních soudů, stejně jako například stavebního úřadu, dědického úřadu a záchranné služby.

## Hospodářství

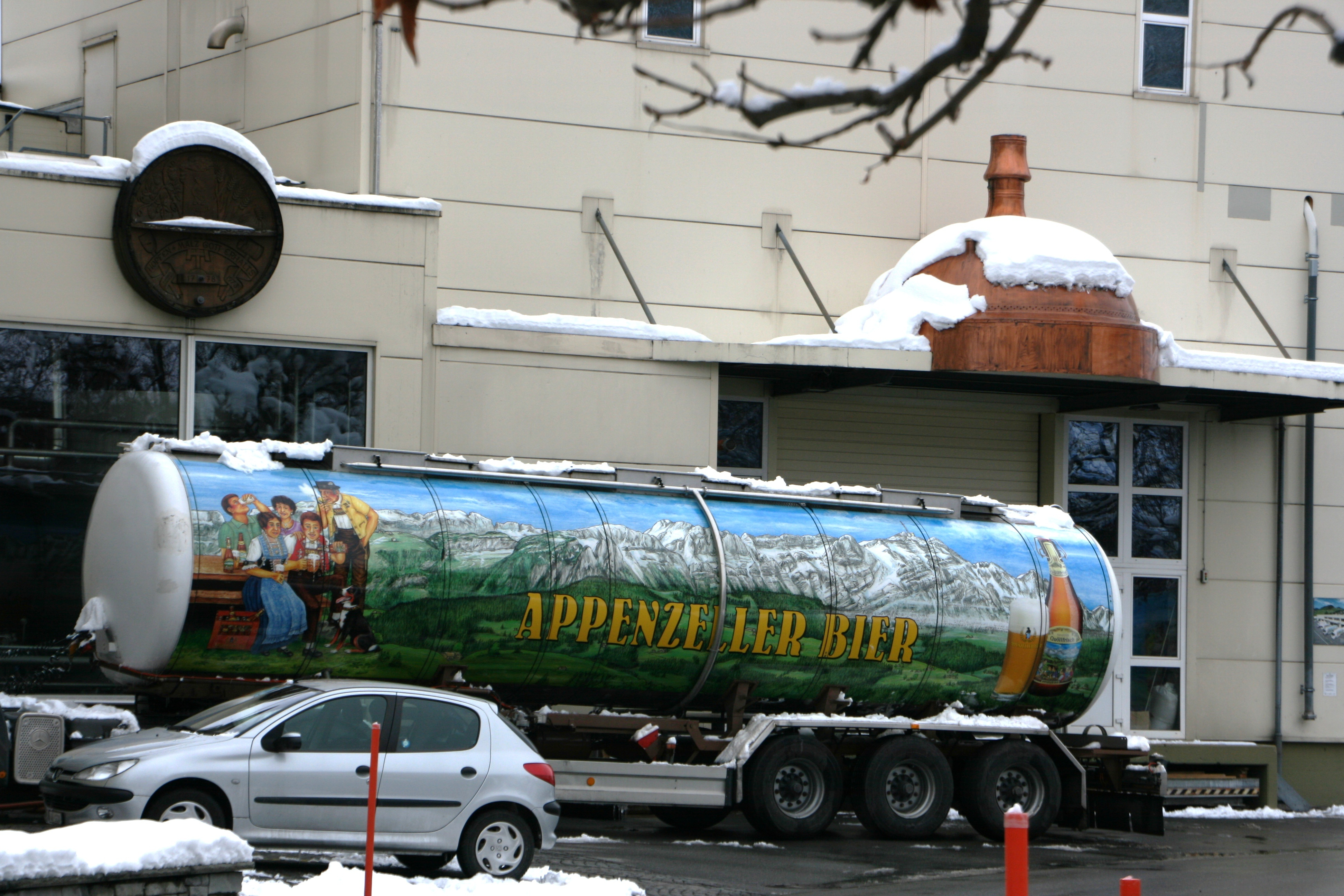
Cisterna Appenzeller Bier

Primárním zaměstnáním nemalé části obyvatel kantonu je doposud zemědělství, zejména chov skotu a lesnictví. Kromě zemědělství se kanton vyznačuje dalšími podnikatelskými aktivitami, mezi něž patří:
- Goba AG (do roku 2013 Mineralquelle Gontenbad AG): výroba minerální vody
- Pivovar Locher, vyrábějící pivo Appenzeller Bier
- Wyon AG: výroba mikrobaterií a akumulátorů